# Urie McCleary
Urie McCleary est un directeur artistique américain né le 10 juillet 1905 en Arkansas et mort le 12 décembre 1980 à Los Angeles (Californie).

## Filmographie partielle
- 1940 : Le Gangster de Chicago (The Earl of Chicago) de Richard Thorpe et Victor Saville
- 1941 : Les Oubliés (Blossoms in the Dust) de Mervyn LeRoy
- 1942 : Madame Miniver (Mrs. Miniver) de William Wyler
- 1944 : Le Grand National (National Velvet) de Clarence Brown
- 1953 : La Reine vierge (Young Bess) de George Sidney
- 1956 : Viva Las Vegas (Meet Me in Las Vegas) de Roy Rowland
- 1957 : L'Arbre de vie (Raintree County) de Edward Dmytryk
- 1958 : Comme un torrent (Some Came Running) de Vincente Minnelli
- 1958 : La Chatte sur un toit brûlant (Cat on a Hot Tin Roof) de Richard Brooks
- 1960 : La Vénus au vison (BUtterfield 8) de Daniel Mann
- 1962 : Quinze jours ailleurs (Two Weeks in Another Town) de Vincente Minnelli
- 1962 : Les Quatre Cavaliers de l'Apocalypse (The Four Horsemen of the Apocalypse) de Vincente Minnelli
- 1965 : Un coin de ciel bleu (A Patch of Blue) de Guy Green
- 1965 : Le Chevalier des sables (The Sandpiper) de Vincente Minnelli
- 1970 : Patton de Franklin J. Schaffner

## Distinctions
Oscar des meilleurs décors

### Récompenses
- en 1942 pour Les Oubliés
- en 1971 pour Patton

### Nominations
- en 1946 pour Le Grand National
- en 1954 pour La Reine vierge
- en 1958 pour L'Arbre de vie
- en 1966 pour Un coin de ciel bleu